# Kelly LeBrock
Ne doit pas être confondue avec Kelly Brook
Kelly LeBrock, née le 24 mars 1960 est une actrice américaine. Elle est également mannequin. Elle est en particulier connue pour La Fille en rouge et Une créature de rêve. Elle est l'une des ex-femmes de Steven Seagal, avec qui elle a été mariée pendant 9 ans (1987-1996) et avec qui elle a 3 enfants.

## Filmographie
- 1984 : La Fille en rouge (The Woman in Red) : Charlotte
- 1985 : Une créature de rêve (Weird Science) : Lisa
- 1990 : Échec et Mort (Hard to Kill) : Andy Stewart
- 1993 : Betrayal of the Dove (en) : Una
- 1993 : David Copperfield : Clara Copperfield (voix)
- 1995 : Hard Bounty : Donnie
- 1996 : Tracks of a Killer : Claire Hawkner
- 1998 : Le Détonateur (Wrongfully Accused) : Lauren Goodhue
- 2002 : L'Apprenti sorcier (The Sorcerer's Apprentice) : Morgana
- 2005 : Zerophilia (en) : Woman in RV
- 2006 : Gamers: The Movie (en) : Angela's Mom
- 2007 : The Mirror : Mary Theophilus
- 2011 : Prep School : Miss Waters